# 1920年アントワープオリンピックのエストニア選手団
1920年アントワープオリンピックのエストニア選手団（1920ねんアントワープオリンピックのエストニアせんしゅだん）は、1920年8月14日から9月12日にかけてベルギーのアントウェルペン州アントワープで開催された1920年アントワープオリンピックのエストニア選手団、およびその競技結果。

## 概要
エストニアは今大会がオリンピックとしては初参加である。今大会でエストニアは14の選手、4人の代表者を派遣した。
今大会でエストニアは金メダル1個、銀メダル2個の合計3個のメダルを獲得した。

## メダル
| メダル | 選手名                   | 競技                 | 種目           |
| ------ | ------------------------ | -------------------- | -------------- |
| 金     | アルフレッド・ノイランド | ウエイトリフティング | 男子ライト級   |
| 銀     | ユーリ・ロスマン         | 陸上                 | 男子マラソン   |
| 銀     | アルフレッド・シュミット | ウエイトリフティング | 男子フェザー級 |